# Sourjyk

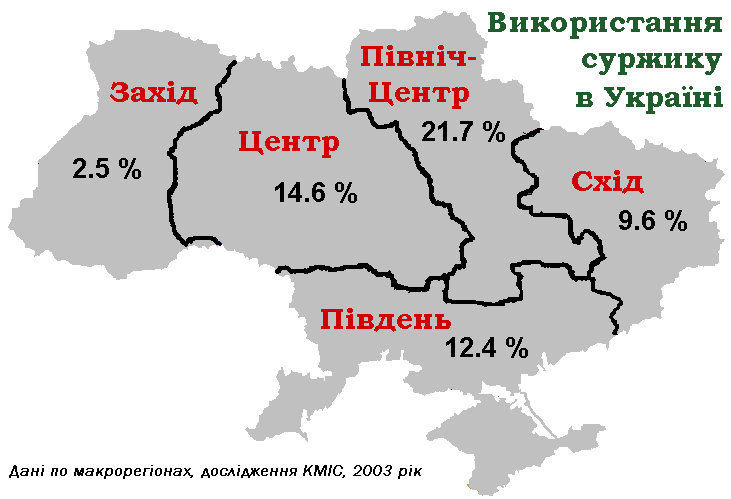
Usage du sourjyk en plus de l'ukrainien et du russe, par macro-région (d'après l'Institut international de sociologie de Kiev, 2003).

Le sourjyk ou sourjik (parfois orthographié suržyk, sourzhyk ou surzhyk — norme non encore fixée —, en russe суржик, suržik et en ukrainien суржик, suržyk) est une langue mixte, un sociolecte, utilisé par quelque 15 à 20 % de la population ukrainienne. La nature de cet idiome constitué à partir du russe et de l'ukrainien (il apparaît souvent localement sous la désignation ukrusse) est discutée tant par les linguistes que par les institutionnels et politiques ukrainiens.
Originellement ce terme signifie « mélange », et est utilisé par exemple pour désigner une farine fabriquée à partir de plusieurs céréales (blé et seigle, seigle et orge, etc).
La trasianka est l'équivalent entre le russe et le biélorusse.

## Histoire

### Période pré-soviétique
Le sourjyk a vu le jour à la fin du XVIIIe siècle, lorsque les paysans ukrainiens ont commencé à avoir davantage de contacts avec la langue russe à mesure que la société ukrainienne se modernisait. L'industrialisation a entraîné une migration des travailleurs de la Russie centrale vers les villes ukrainiennes et l'urbanisation de la paysannerie ukrainienne. L'administration civile et militaire russe ainsi que les institutions culturelles, commerciales, religieuses et éducatives sont rapidement devenues des forces de russification linguistique. Les paysans ukrainiens qui s'installaient dans les villes considéraient le russe comme une langue plus urbaine et plus prestigieuse que leur propre langue. Cependant, leur formation en russe étant insuffisante, la plupart des paysans ukrainiens qui s’efforçaient de le parler finissaient par le fusionner avec leur langue natale — l’ukrainien ; c'est ainsi que naquit le sourjyk.

## Prédominance
Selon les données présentées par l'Institut international de sociologie de Kiev en 2003, 11 à 18 % des Ukrainiens communiquaient en sourjyk. Plus précisément, dans l'Ouest de l'Ukraine, le sourjyk est parlé par 2,5 % de la population, tandis que dans le Sud, il est parlé par plus de 12,4 % de la population. À l'est, 9,6 % de la population parle le sourjyk. Étant donné que l'Ukraine occidentale présente un taux élevé de locuteurs ukrainiens par rapport aux russophones que le reste de l'Ukraine, il est compréhensible qu'il y ait une moindre proportion de locuteurs de sourjyk par rapport à l'Est et au Sud.
L’un des problèmes que pose l’analyse du statut linguistique de l’Ukraine est la tendance à l’existence d’erreurs de mélange des codes dans l’ensemble du spectre des langues. En d'autres termes, on peut souvent constater que ceux qui s'identifient comme russophones ou ukrainiens mélangent les deux langues dans une certaine mesure. Seules quelques-unes de ces personnes ont reconnu l'inexactitude de l'utilisation de l'une ou l'autre ou des deux langues, ou le fait qu'elles mélangeaient le russe et l'ukrainien dans leurs discours.